# Edmea Ollier
Edmea Ollier ist eine ehemalige italienische Bogenbiathletin.
Edmea Ollier begann 1991 mit dem Bogenbiathlonsport. Sie gewann schon ein Jahr später den Titel bei den italienischen Meisterschaften. Bei den erstmals ausgetragenen Weltmeisterschaften im Bogenbiathlon im Jahr 1998 in Cogne gewann sie bei der Heim-WM mit Stefania D’Andrea und Nadia Peyrot den Titel im Staffelwettbewerb. Diesen Erfolg wiederholte sie bei der WM 1999 in Bessans in derselben Besetzung und gewann erneut den Weltmeistertitel. Bei den ersten Bogenbiathlon-Europameisterschaften 2000 in Pokljuka gewann Ollier hinter Peyrot und D’Andrea die Bronzemedaille im Verfolgungsrennen und den Titel mit der Staffel. Letzte internationale Meisterschaften wurden die Weltmeisterschaften 2001 in Kubalonka, bei denen Ollier jedoch nicht an ihre früheren Leistungen anknüpfen konnte und auch ihren Startplatz in der Staffel an Licia Piller Hoffer verlor. Nach der Saison beendete sie ihre Karriere. Mit ihrem Mann und früheren Trainer Fabrizio Salvadori hat sie einen Sohn.